# 딕 손버그
리처드 루이스 손버그(Richard Lewis Thornburgh, 1932년 7월 16일 ~ 2020년 12월 31일)는 미국의 정치인이다.

## 학력
- 예일 대학교 이학사
- 피츠버그 대학교 법학학사

## 경력
- 1969 ~ 1975 펜실베이니아 서부 지방 검사
- 1975 ~ 1977 미국 형사부 법무부 차관보
- 1977.01 ~ 1977.01 미국 법무부 장관 권한대행
- 1979.01 ~ 1987.01 제41대 펜실베이니아 주지사
- 1984 ~ 1985 공화당 주지사 연합 의장
- 1988.08 ~ 1991.08 제76대 미국 법무부 장관

## 역대 선거 결과
| 선거명        | 직책명                             | 대수  | 정당   | 득표율 | 득표수      | 결과 | 당락                     |
| ------------- | ---------------------------------- | ----- | ------ | ------ | ----------- | ---- | ------------------------ |
| 1966년 선거   | 하원의원 (펜실베이니아 제14선거구) | 90대  | 공화당 | 31.73% | 39,024표    | 2위  | 낙선                     |
| 1978년 선거   | 펜실베이니아 주지사                | 41대  | 공화당 | 52.54% | 1,966,042표 | 1위  | 펜실베이니아 주지사 당선 |
| 1982년 선거   | 펜실베이니아 주지사                | 41대  | 공화당 | 50.84% | 1,872,784표 | 1위  | 펜실베이니아 주지사 당선 |
| 1991년 재선거 | 상원의원 (펜실베이니아 제1부)      | 102대 | 공화당 | 44.99% | 1,521,986표 | 2위  | 낙선                     |